# 公立学校共済組合東海中央病院
公立学校共済組合東海中央病院（こうりつがっこうきょうさいくみあいとうかいちゅうおうびょういん）は、岐阜県各務原市にある病院である。公立学校共済組合が運営する。公立学校共済組合の組合員とその家族の為の福祉施設であるが、別に市民病院を設けていない各務原市にとっての、市民病院の役割も果たしている。

## 概要

### ベッド
- ベッド数は全部で332床ある。
  - 一般用：302床
  - 人間ドック用：30床

### 施設
- 本館
- 別館（延べ床面積：約3万m2）

## 歴史
- 1937年（昭和12年）：川崎航空機工業（現在の川崎重工業航空宇宙システムカンパニー）により、稲葉郡那加町桜町（現在の各務原市那加桜町の各務原市産業文化センター所在地）に川崎病院が開院する。
- 1955年（昭和30年）1月：川崎重工業の人員削減のため、川崎病院の閉院が決まる。労働組合の反対による労働争議となる。
- 1955年（昭和30年）2月28日：川崎病院は東海三県教職員共済組合への売却、従業員は東海三県教職員共済組合の病院への再就職が決定する。
- 1955年（昭和30年）3月27日 - 4月15日：川崎病院から東海中央病院への移管のため、産科を除く診察を中止する。
- 1955年（昭和30年）4月16日：東海中央病院を暫定で開院。
- 1958年（昭和33年）7月18日：正式に開院。
- 1964年（昭和39年）11月16日：総合病院となる。
- 1977年（昭和52年）11月14日：現在位置に移転。
- 2009年（平成21年）3月1日：股関節骨切り・人工関節センターの設置。
- 2010年（平成22年）1月1日：地域医療支援センター（現在のメディカルサポートセンター）の設置。
- 2010年（平成22年）4月1日：消化器内視鏡センターの設置。
- 2010年（平成22年）4月1日：子育て・教育相談センターの設置。
- 2011年（平成23年）1月1日：緩和ケアセンターの設置。
- 2011年（平成23年）3月25日：改築後の新病院にて診療開始。
- 2011年（平成23年）5月：HCUを新設。
- 2011年（平成23年）11月：別館に緩和ケア病棟を開設。
- 2011年（平成23年）12月1日：別館（旧・B病棟）を改修し、緩和ケア病棟を開設。

## 診察科
- 内科
- 循環器内科
- 神経内科・心療内科
- 小児科
- 外科
- 乳腺外科
- 緩和ケア内科
- 脳神経外科
- 整形外科
- 皮膚科
- 泌尿器科
- 産婦人科
- 眼科
- 耳鼻咽喉科
- 歯科口腔外科
- 女性外来

## 交通機関
- JR高山本線 蘇原駅より徒歩で約15分。
- 名鉄各務原線 三柿野駅より徒歩で約20分。
- 各務原市ふれあいバス・稲羽線、蘇原線、東西線で「東海中央病院」バス停より徒歩ですぐ（東西線は平日のみ）。

## その他
各務原市は東海中央病院を市民病院に準ずる病院としており、様々な面で協力、補助を行なっている。
1977年（昭和52年）まで使用された那加桜町の建物は、各務原市保健文化会館に転用され、1991年（平成3年）まで使用された。